# 国際スパイ博物館

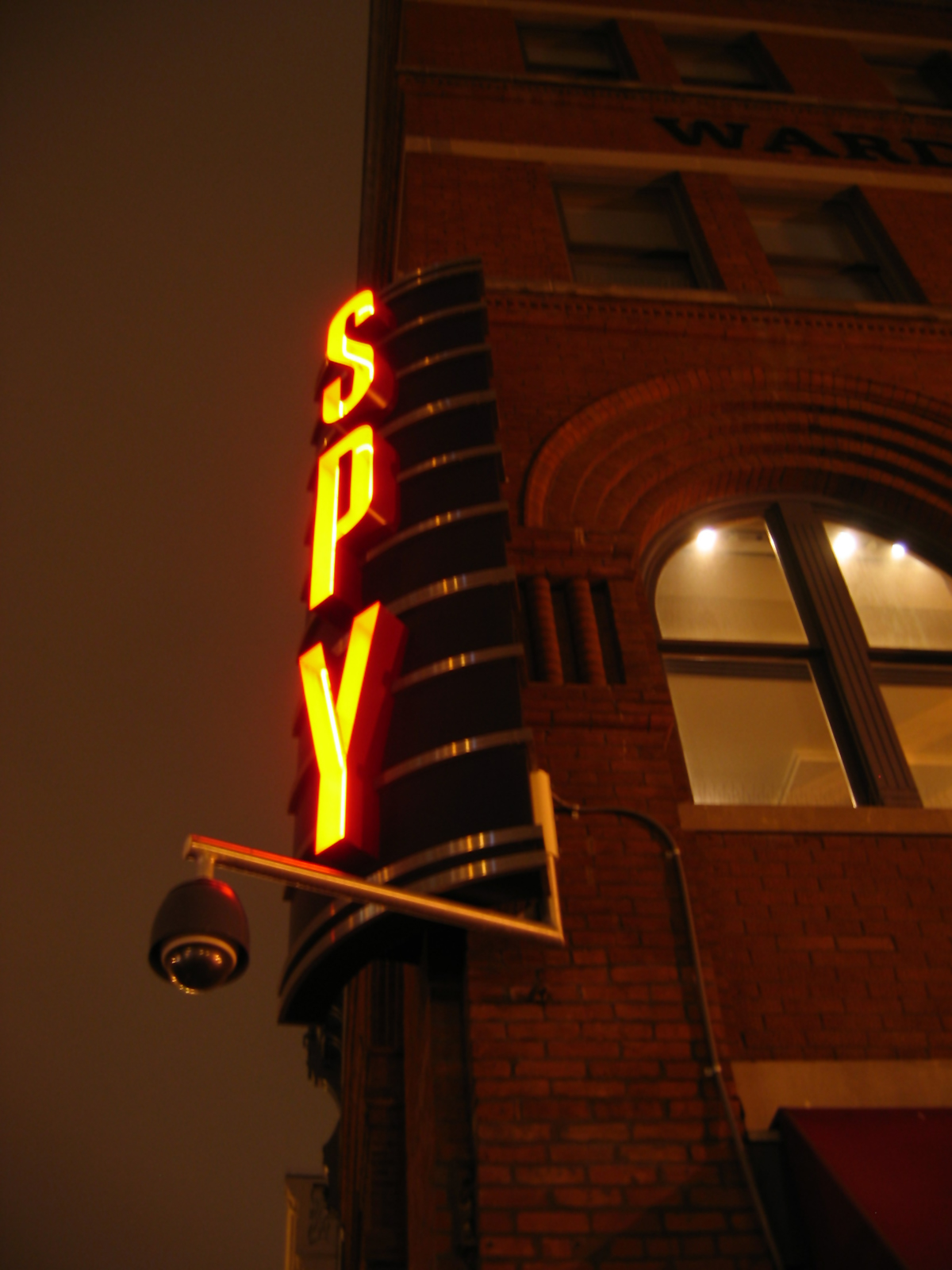
IPMのサイン

国際スパイ博物館（こくさいスパイはくぶつかん、International Spy Museum）は、ワシントンD.C.のペン・クォーターにあるスパイ活動分野を専門に扱う私営の博物館である。最寄り駅は、ワシントンメトロのギャラリー・プレイス＝チャイナタウン駅。博物館はマルライト・コミュニケーションズによって4,000万ドルの費用で建設された。
博物館は世界最大規模のスパイ関係の所蔵品を有することで知られている。東西冷戦の終結後に博物館の計画が練られ、2002年にかつてアメリカ共産党の支部が置かれていた建物の中に開設された。

## 常設展示
1,900m2の展示スペース内に750以上の展示品が置かれており、利用者は展示品の閲覧だけでなく、館内に設けられた歴史的な写真、対話式のプログラム、フィルム、ビデオを閲覧・利用できる。常設展示では古代ギリシャから始まり、ローマ帝国、イギリス帝国、アメリカ独立戦争、南北戦争、第一次世界大戦、第二次世界大戦、東西冷戦、現代に至るスパイの実態を正確に理解することができる。
- 偽装と架空の背景（Covers & Legends） - 訪問者は最初にこのセクションでこれから行われる身分秘匿捜査への参加を承諾し、スパイが必要とされている理由を学ぶ。そして次のブリーフィングルームに進み、実際のスパイの世界に入り込んでいく。
- スパイ養成校 - このセクションでは、実際のスパイ活動で用いられている技術が紹介されている。採用、訓練、スパイたちが使用する小道具について説明がされ、秘密に包まれたスパイの世界を明らかにしていく。靴のかかとに埋め込まれた発信機、口紅に見せかけた小銃、盗撮用カメラが仕込まれた万年筆が展示品の一例として挙げられる。200超の展示品のほか、長期間身分を偽って他人になりすますのに必要な素質を計ることができる対話型のディスプレイが置かれている[3]。
- 歴史の裏の歴史（The Secret History of History） - 旧約聖書の時代から20世紀初頭に至るまでのスパイの歴史を説明するセクション。初期のソビエト連邦でのソ連国家保安委員会（KGB）の設立などのスパイにまつわる事件が解説され、スパイ写真などのスパイの技術を辿ることができる。女性スパイの活躍、ジョージ・ワシントンやダニエル・デフォーなどの歴史上のスパイの指揮官として果たした役割が明らかにされている。また、このセクションには日本の忍者に関する展示も含まれており[4]、代表的な忍者として百地三太夫が紹介されている[5]。
- 民間人に紛れ込むスパイ（Spies Among Us） - 第二次世界大戦期のスパイの活躍が、展示物、フィルム、映像によって説明されている。暗号の作成と解読の方法が詳説され、訪問者はそれらの任務を実際に体験することもできる。また、映画監督のジョン・フォード、歌手のジョセフィン・ベーカー、野球選手のモー・バーグといった、世間に知られていた表の顔とは別にスパイとしても活動していた著名人についての展示もされている[6]。